# Trachelas vitiosus
Trachelas vitiosus là một loài nhện trong họ Trachelidae.
Loài này thuộc chi Trachelas. Trachelas vitiosus được Eugen von Keyserling miêu tả năm 1891.